# ونكاوات
الونكاوات (الاسم العلمي: Littorininae) هي أسرة من الحيوانات تتبع الفصيلة الونكات من رتبة الصدفيات الماصة.

## أجناس الونكاوات
- الونكة